# Issa Diop
Pour les articles homonymes, voir Diop.
Issa Diop, né le 9 janvier 1997 à Toulouse, est un footballeur français qui joue au poste de défenseur à Fulham FC.

## Biographie

### Toulouse FC
Issa Diop naît à Toulouse en France d'un père sénégalais et d'une mère française d'origine marocaine. Formé au Toulouse FC, Issa Diop participe à sa première rencontre au niveau professionnel en étant titularisé par Dominique Arribagé lors d'un match de Ligue 1 contre l'OGC Nice le 28 novembre 2015. Les supporters toulousains l'élisent alors homme du match.
Quatre jours plus tard, Diop inscrit son premier but en Ligue 1 face à Troyes. Le 12 décembre 2015, il reçoit le premier carton rouge de sa carrière professionnelle au cours d'un match face au FC Nantes. Le 30 janvier 2016, il est de nouveau expulsé contre Guingamp, après seulement neuf matchs en Ligue 1. Diop participe à vingt-trois matchs toutes compétitions confondues avec le TFC lors de sa première saison au niveau professionnelle durant laquelle le club toulousain parvient à se maintenir en Ligue 1 lors de la dernière journée.
Le 30 juin 2016, il signe son premier contrat professionnel en faveur de son club formateur, celui-ci portant sur une durée de quatre ans.
Diop inscrit son premier but de la saison 2016-2017 le 20 août 2016 lors du derby de la Garonne face aux Girondins de Bordeaux (victoire 4-1), avant de récidiver le 11 février 2017 face au SC Bastia (victoire 4-1). Il devient titulaire au sein de la défense toulousaine lors de la saison 2016-2017, manquant cependant six matchs à la fin de l'année 2016 à cause d'une blessure au dos.
De nouveau titulaire la saison suivante, Issa Diop dispute 41 matchs toutes compétitions confondues sous le maillot de son club formateur, qui parvient à se maintenir dans l'élite à l'issue des barrages.

### West Ham United
Le 19 juin 2018, Issa Diop s'engage pour cinq ans avec West Ham United. Le 25 août 2018, il joue son premier match avec West Ham face à Arsenal en Premier League (défaite 3-1). Trois jours plus tard, Diop inscrit son premier but avec les Hammers à l'occasion d'une rencontre de Coupe de la Ligue anglaise contre l'AFC Wimbledon (victoire 1-3). Il reste quatre saisons dans le club londonien avant d'être transféré dans un autre club de la capitale britannique, le Fulham FC, en août 2022.

### Fulham FC
Le 8 août 2022, Issa Diop s'engage pour cinq ans avec Fulham.

## Statistiques
| Saison                | Club                  | Championnat           | Championnat | Championnat | Coupe nationale | Coupe nationale | Coupe de la Ligue | Coupe de la Ligue | Compétition(s) continentale(s) | Compétition(s) continentale(s) | Compétition(s) continentale(s) | Barrages | Barrages | Total | Total |
| Saison                | Club                  | Division              | M.          | B.          | M.              | B.              | M.                | B.                | Comp.                          | M.                             | B.                             | M.       | B.       | M.    | B.    |
| 2014-2015             | Toulouse FC rés.      | CFA 2                 | 3           | 0           | -               | -               | -                 | -                 | -                              | -                              | -                              | -        | -        | 3     | 0     |
| 2015-2016             | Toulouse FC rés.      | CFA 2                 | 4           | 0           | -               | -               | -                 | -                 | -                              | -                              | -                              | -        | -        | 4     | 0     |
| Sous-total            | Sous-total            | Sous-total            | 7           | 0           | -               | -               | -                 | -                 | -                              | -                              | -                              | -        | -        | 7     | 0     |
| 2015-2016             | Toulouse FC           | Ligue 1               | 21          | 1           | 1               | 0               | 1                 | 0                 | -                              | -                              | -                              | -        | -        | 23    | 1     |
| 2016-2017             | Toulouse FC           | Ligue 1               | 30          | 2           | 1               | 0               | -                 | -                 | -                              | -                              | -                              | -        | -        | 31    | 2     |
| 2017-2018             | Toulouse FC           | Ligue 1               | 34          | 3           | 2               | 0               | 3                 | 0                 | -                              | -                              | -                              | 2        | 0        | 41    | 3     |
| Sous-total            | Sous-total            | Sous-total            | 85          | 6           | 4               | 0               | 4                 | 0                 | -                              | -                              | -                              | 2        | 0        | 95    | 6     |
| 2018-2019             | West Ham United       | Premier League        | 33          | 1           | 2               | 0               | 3                 | 1                 | -                              | -                              | -                              | -        | -        | 38    | 2     |
| 2019-2020             | West Ham United       | Premier League        | 32          | 3           | 2               | 0               | 2                 | 0                 | -                              | -                              | -                              | -        | -        | 36    | 3     |
| 2020-2021             | West Ham United       | Premier League        | 18          | 2           | 2               | 0               | 1                 | 0                 | -                              | -                              | -                              | -        | -        | 21    | 2     |
| 2021-2022             | West Ham United       | Premier League        | 13          | 0           | 3               | 0               | 3                 | 0                 | C3                             | 7                              | 1                              | -        | -        | 26    | 1     |
| Sous-total            | Sous-total            | Sous-total            | 96          | 6           | 9               | 0               | 9                 | 1                 | -                              | 7                              | 1                              | -        | -        | 121   | 8     |
| 2022-2023             | Fulham FC             | Premier League        | 25          | 1           | 3               | 0               | 1                 | 0                 | -                              | -                              | -                              | -        | -        | 29    | 1     |
| 2023-2024             | Fulham FC             | Premier League        | 18          | 0           | 2               | 0               | 5                 | 1                 | -                              | -                              | -                              | -        | -        | 25    | 1     |
| 2024-2025             | Fulham FC             | Premier League        | 21          | 0           | 2               | 0               | 1                 | 0                 | -                              | -                              | -                              | -        | -        | 24    | 0     |
| Sous-total            | Sous-total            | Sous-total            | 64          | 1           | 7               | 0               | 7                 | 1                 | -                              | -                              | -                              | -        | -        | 78    | 2     |
| Total sur la carrière | Total sur la carrière | Total sur la carrière | 252         | 13          | 20              | 0               | 20                | 2                 | -                              | 7                              | 1                              | 2        | 0        | 301   | 16    |

## Palmarès

### En sélection
Issa Diop remporte le Championnat d'Europe des moins de 19 ans en 2016 avec l'équipe de France.

## Vie familiale
Son grand-père, Lybasse Diop (en), sénégalais, est un ancien joueur professionnel qui porte notamment les couleurs des Girondins de Bordeaux dans les années 1970.

## Affaire
Le 19 juin 2023, Issa Diop est arrêté par la police française à la suite d'une allégation d'envoi de messages menaçants à sa femme dans le cadre d'une procédure de divorce. Le journal local La Dépêche déclare qu'il est détenu au commissariat central de Toulouse après avoir été interpellé à un hôtel de la ville. 
La plainte était déposée depuis une semaine, mais la police a dû attendre que Diop s'envole de Londres où il réside pour Toulouse avant de l'arrêter. Le joueur aurait laissé entendre vouloir « se débarrasser définitivement d'elle » au milieu de la tension croissante entre les deux parties, à la suite d'un mariage raté. Diop est libéré le lendemain et l'affaire classée sans suite car l'infraction est insuffisamment caractérisée.